# Reprezentacja Egiptu w piłce nożnej mężczyzn
Reprezentacja Egiptu w piłce nożnej – kadra Egiptu w piłce nożnej mężczyzn.
Jest jedną z najbardziej utytułowanych drużyn narodowych z Afryki – zdobyła najwięcej (siedem) tytułów mistrza Czarnego Kontynentu. Znacznie gorzej jej idzie w eliminacjach do mistrzostw świata, które przebrnęła jedynie trzykrotnie a na wszystkich trzech turniejach zdobyli łącznie tylko dwa punkty. Jako pierwszy zespół z tej części globu zakwalifikowała się do finałów mistrzostw świata (1934).

## Historia
„Faraonowie” w swoim debiutanckim starcie na Mundialu w 1934 przegrali 2:4 z Węgrami. Znacznie lepiej zaprezentowali się podczas drugiego udziału w światowym championacie – w 1990 roku zespół prowadzony przez Mahmouda El-Gohary'ego zremisował z ówczesnymi mistrzami Europy Holendrami 1:1 oraz Irlandczykami 0:0, a także przegrał minimalnie (0:1) z Anglią, i do ostatniej chwili liczył się w walce o awans do drugiej rundy. Egipt awansował również na Mistrzostwa Świata 2018. Zagrał w nich w grupie A razem z Rosją, Arabią Saudyjską, oraz Urugwajem. Przegrał jednak wszystkie trzy mecze (odpowiednio z Urugwajem 0:1, Rosją 1:3, oraz Arabią Saudyjską 1:2) i pożegnał się z turniejem już po fazie grupowej.
Największe sukcesy reprezentacja odnosiła pod koniec lat 50. i na początku 60. Jako reprezentacja Zjednoczonej Republiki Arabskiej, w której grali piłkarze egipscy i syryjscy (do 1961), dwukrotnie zdobyła mistrzostwo Afryki, a w każdym kolejnym turnieju, w którym brała udział, stawała na podium. Chociaż kolejne dekady – lata 80. i 90. – Egipcjanie zamykali z jednym tytułem mistrza kontynentu, to nigdy na trwałe nie awansowali do ścisłej czołówki drużyn afrykańskich – grali zbyt nieprzewidywalnie (po wygraniu mistrzostw w 1986 roku trzy kolejne turnieje kończyli na rundzie grupowej), a ich zwycięstwa były w dużej mierze wynikiem słabszej postawy innych zespołów (lata 1986, 1998 i 2006, czyli czas triumfów Egiptu, to również lata mistrzostw świata; wiele drużyn oszczędzało siły właśnie na ten turniej). Ponadto zawodzili w eliminacjach do kolejnych Mundiali.
Od początku XXI wieku „Faraonowie” przeżywają okres wysokiej formy i ponownie, jak pięćdziesiąt lat wcześniej, zaliczają się do grupy najlepszych zespołów Czarnego Kontynentu.
Ich najświeższe osiągnięcia – mistrzostwa Afryki w 2006, 2008 i 2010 – związane są z trenerem Hassanem Shehatą oraz pokoleniem zawodników urodzonych na początku lat 80., w większości zdobywców brązowego medalu na Mistrzostwach Świata U-21 w 2001 roku. Oprócz sukcesów w piłce reprezentacyjnej (tak seniorskiej, jak i młodzieżowej) w ostatnich latach notuje się wzrost znaczenia klubów egipskich w afrykańskich rozgrywkach międzynarodowych. Od 2001 roku aż siedmiokrotnie zespoły z tego kraju wygrywały Ligę Mistrzów CAF – sześć razy Al-Ahly Kair (2001, 2005, 2006, 2008, 2012, i 2013) i raz Zamalek SC (2002).
Reprezentacja Egiptu wystąpiła również w dwóch edycjach rozgrywek o Puchar Konfederacji: 1999 oraz 2009. Obie zakończyła po fazie grupowej.

### Puchar Narodów Afryki 2006
| Nr | Poz | Imię i nazwisko     | Data ur    | Wiek | Mecze (cał) | Gole | Klub          |
| -- | --- | ------------------- | ---------- | ---- | ----------- | ---- | ------------- |
| 1  | b   | Essam El-Hadary     | 15.01.1973 | 33   | 6 (6)       |      | Al-Ahly Kair  |
| 2  | o   | Ahmad El-Sayed      | 08.02.1982 | 24   |             |      | Al-Ahly Kair  |
| 3  | o   | Mohamed Abdelwahab  | 13.07.1983 | 23   | 6 (3)       |      | Al-Ahly Kair  |
| 4  | o   | Ibrahim Said        | 16.10.1979 | 27   | 6 (5)       |      | Zamalek SC    |
| 5  | o   | Abdel El-Saqua      | 30.01.1974 | 32   | 6 (6)       |      | Konyaspor     |
| 6  | p   | Hassan Mostafa      | 20.10.1979 | 27   | 5 (0)       |      | Al-Ahly Kair  |
| 7  | o   | Ahmed Fathi         | 10.10.1984 | 22   | 2 (0)       |      | Ismaily FC    |
| 8  | p   | Moataz Eno          | 08.08.1984 | 22   |             |      | Zamalek SC    |
| 9  | p   | Hossam Hassan       | 10.08.1966 | 40   | 2 (0)       | 1    | Al-Masry      |
| 10 | n   | Emad Motaeb         | 20.02.1983 | 23   | 6 (4)       | 3    | Al-Ahly Kair  |
| 11 | p   | Mohamed Shawky      | 15.10.1981 | 25   | 6 (6)       |      | Middlesbrough |
| 12 | p   | Mohamed Barakat     | 20.10.1976 | 30   | 6 (6)       |      | Al-Ahly Kair  |
| 13 | o   | Tarek El-Sayed      | 05.04.1978 | 28   | 3 (0)       |      | Zamalek SC    |
| 14 | n   | Abdel Halim Ali     | 24.10.1973 | 33   | 2 (0)       |      | Zamalek SC    |
| 15 | n   | Mido                | 23.02.1983 | 31   | 51 (?)      | 20   | Barnsley      |
| 16 | b   | Abdelwahed El-Sayed | 03.06.1977 | 29   |             |      | Zamalek SC    |
| 17 | p   | Ahmed Hassan (c)    | 02.05.1975 | 31   | 6 (5)       | 4    | Beşiktaş JK   |
| 18 | p   | Samir Sabry         | ?          |      |             |      | ENPPI         |
| 19 | n   | Amr Zaki            | 01.04.1983 | 23   | 4 (3)       | 1    | Zamalek SC    |
| 20 | o   | Wael Gomaa          | 03.08.1975 | 31   | 6 (5)       |      | Al-Ahly Kair  |
| 21 | p   | Ahmed Malek         | ?          |      |             |      | Sawahel       |
| 22 | p   | Mohamed Aboutreika  | 07.10.1978 | 28   | 5 (3)       | 2    | Al-Ahly Kair  |
| 23 | b   | Mohamed Monsef      | 06.02.1977 | 29   |             |      | Zamalek SC    |
- RUNDA GRUPOWA:
 20.01.2006, Kair: LIBIA 3:0 (Mido '17, Aboutreika '22, Hassan '76)
24.01.2006, Kair: MAROKO 0:0
28.01.2006, Kair: WYBRZEŻE KOŚCI SŁONIOWEJ 3:1 (Motaeb '8 i '70, Aboutreika '61 – A.Kone '43)
- ĆWIERĆFINAŁ:
 03.02.2006, Kair: DR KONGA 4:1 (Hassan '33k. i '89, Hassan '39, Motaeb '57 – El-Saqua '45+2sam.)
- PÓŁFINAŁ:
 07.02.2006, Kair: SENEGAL 2:1 (Hassan '37k., Zaki '82 – Niang '52)
- FINAŁ:
 10.02.2006, Kair: WYBRZEŻE KOŚCI SŁONIOWEJ 0:0, karne 4:2

### Puchar Narodów Afryki 2008
| Nr | Poz | Imię i nazwisko     | Data ur    | Wiek | Mecze (cał) | Gole | Klub           |
| -- | --- | ------------------- | ---------- | ---- | ----------- | ---- | -------------- |
| 1  | b   | Essam El-Hadary (c) | 15.01.1973 | 35   | 6 (6)       |      | Al-Ahly Kair   |
| 2  | o   | Mahmoud Fathallah   | 12.02.1982 | 26   |             |      | Zamalek SC     |
| 3  | o   | Ahmed El-Mohamadi   | 09.09.1987 | 21   |             |      | ENPPI          |
| 4  | o   | Ibrahim Said        | 16.10.1979 | 29   |             |      | MKE Ankaragücü |
| 5  | o   | Shady Mohamed       | 29.11.1977 | 31   |             |      | Al-Ahly Kair   |
| 6  | o   | Hany Said           | 22.04.1980 | 28   |             |      | Ismaily SC     |
| 7  | o   | Ahmed Fathi         | 10.10.1984 | 24   |             |      | Al-Ahly Kair   |
| 8  | p   | Hosni Abd-Rabou     | 01.11.1984 | 24   |             |      | Ismaily SC     |
| 9  | n   | Mohamed Zidan       | 11.12.1981 | 27   |             |      | Hamburger SV   |
| 10 | n   | Emad Motaeb         | 20.02.1983 | 25   |             |      | Al-Ahly Kair   |
| 11 | p   | Mohamed Shawky      | 15.10.1981 | 27   |             |      | Middlesbrough  |
| 12 | p   | Omar Gamal          | 16.09.1982 | 26   |             |      | Ismaily SC     |
| 13 | o   | Tarek El-Sayed      | 05.04.1978 | 30   |             |      | Zamalek SC     |
| 14 | o   | Sayed Moawad        | 25.02.1979 | 29   |             |      | Ismaily SC     |
| 15 | p   | Ahmed Shaaban       | 10.10.1978 | 30   |             |      | Petrojet       |
| 16 | b   | Mohamed Monsef      | 06.02.1977 | 31   |             |      | Zamalek SC     |
| 17 | p   | Ahmed Hassan        | 02.05.1975 | 33   |             |      | RSC Anderlecht |
| 18 | n   | Mohamed Fadl        | 21.07.1981 | 27   |             |      | Ismaily SC     |
| 19 | n   | Amr Zaki            | 01.04.1983 | 25   |             |      | Zamalek SC     |
| 20 | o   | Wael Gomaa          | 03.08.1975 | 33   |             |      | Al-Siliya SC   |
| 21 | p   | Hassan Mostafa      | 20.11.1979 | 29   |             |      | Al-Wahda FC    |
| 22 | p   | Mohamed Aboutreika  | 07.10.1978 | 30   |             |      | Al-Ahly Kair   |
| 23 | b   | Mohamed Sobhy       | 30.08.1981 | 27   |             |      | Ismaily SC     |
- RUNDA GRUPOWA:
 22.01.2008, Kumasi: KAMERUN 4:2 (Abd-Rabou '14k. i '82, Zidan '17 i '45+2 – Eto’o '51 i '90+2k.)
26.01.2008, Kumasi: SUDAN 3:0 (Abd-Rabou '29k., Aboutreika '77 i '83)
30.01.2008, Kumasi: ZAMBIA 1:1 (Zaki '15 – Ch.Katongo '88)
- ĆWIERĆFINAŁ:
 04.02.2008, Kumasi: ANGOLA 2:1 (Abd-Rabou '23k., Zaki '38 – Manucho '27)
- PÓŁFINAŁ:
 07.02.2008, Kumasi: WYBRZEŻE KOŚCI SŁONIOWEJ 4:1 (Fathi '12, Zaki '62 i '67, Aboutreika '90+1 – K.Keïta '63)
- FINAŁ:
 10.02.2008, Akra: KAMERUN 1:0 (Aboutreika '77)

## Udział w międzynarodowych turniejach
| \| 1930 \| Nie brała udziału \| Nie brała udziału \| \| 1934 \| Awans \| 1/8 finału \| \| 1938 \| Wycofała się z eliminacji \| Wycofała się z eliminacji \| \| 1950 \| Nie brała udziału \| Nie brała udziału \| \| 1954 \| Nie zakwalifikowała się \| Nie zakwalifikowała się \| \| 1958 \| Wycofała się z eliminacji \| Wycofała się z eliminacji \| \| 1962 \| Wycofała się z eliminacji \| Wycofała się z eliminacji \| \| 1966 \| Wycofała się z eliminacji \| Wycofała się z eliminacji \| \| 1970 \| Nie brała udziału \| Nie brała udziału \| \| 1974 \| Nie zakwalifikowała się \| Nie zakwalifikowała się \| \| 1978 \| Nie zakwalifikowała się \| Nie zakwalifikowała się \| \| 1982 \| Nie zakwalifikowała się \| Nie zakwalifikowała się \| \| 1986 \| Nie zakwalifikowała się \| Nie zakwalifikowała się \| \| 1990 \| Awans \| Faza grupowa \| \| 1994 \| Nie zakwalifikowała się \| Nie zakwalifikowała się \| \| 1998 \| Nie zakwalifikowała się \| Nie zakwalifikowała się \| \| 2002 \| Nie zakwalifikowała się \| Nie zakwalifikowała się \| \| 2006 \| Nie zakwalifikowała się \| Nie zakwalifikowała się \| \| 2010 \| Nie zakwalifikowała się \| Nie zakwalifikowała się \| \| 2014 \| Nie zakwalifikowała się \| Nie zakwalifikowała się \| \| 2018 \| Awans \| Faza grupowa \| \| 2022 \| Nie zakwalifikowała się \| Nie zakwalifikowała się \| | - 1957 – Mistrzostwo - 1959 – Mistrzostwo - 1962 – II miejsce - 1963 – III miejsce - 1965 – 1968 – Wycofała się z eliminacji - 1970 – III miejsce - 1972 – Nie zakwalifikowała się - 1974 – III miejsce - 1976 – IV miejsce - 1978 – Nie zakwalifikowała się - 1980 – IV miejsce - 1982 – Wycofała się z eliminacji - 1984 – IV miejsce - 1986 – Mistrzostwo - 1988 – Faza grupowa - 1990 – Faza grupowa - 1992 – Faza grupowa - 1994 – Ćwierćfinał - 1996 – Ćwierćfinał - 1998 – Mistrzostwo - 2000 – Ćwierćfinał - 2002 – Ćwierćfinał - 2004 – Faza grupowa - 2006 – Mistrzostwo - 2008 – Mistrzostwo - 2010 – Mistrzostwo - 2012 – 2015 – Nie zakwalifikowała się - 2017 – II Miejsce - 2019 – 1/8 finału (jako gospodarz) - 2021 – II Miejsce - 2023 – 1/8 finału |                           |
| Udział w mistrzostwach świata | |                           |
| Rok | Kwalifikacje | Wynik                     |
| 1930 | Nie brała udziału | Nie brała udziału         |
| 1934 | Awans | 1/8 finału                |
| 1938 | Wycofała się z eliminacji | Wycofała się z eliminacji |
| 1950 | Nie brała udziału | Nie brała udziału         |
| 1954 | Nie zakwalifikowała się | Nie zakwalifikowała się   |
| 1958 | Wycofała się z eliminacji | Wycofała się z eliminacji |
| 1962 | Wycofała się z eliminacji | Wycofała się z eliminacji |
| 1966 | Wycofała się z eliminacji | Wycofała się z eliminacji |
| 1970 | Nie brała udziału | Nie brała udziału         |
| 1974 | Nie zakwalifikowała się | Nie zakwalifikowała się   |
| 1978 | Nie zakwalifikowała się | Nie zakwalifikowała się   |
| 1982 | Nie zakwalifikowała się | Nie zakwalifikowała się   |
| 1986 | Nie zakwalifikowała się | Nie zakwalifikowała się   |
| 1990 | Awans | Faza grupowa              |
| 1994 | Nie zakwalifikowała się | Nie zakwalifikowała się   |
| 1998 | Nie zakwalifikowała się | Nie zakwalifikowała się   |
| 2002 | Nie zakwalifikowała się | Nie zakwalifikowała się   |
| 2006 | Nie zakwalifikowała się | Nie zakwalifikowała się   |
| 2010 | Nie zakwalifikowała się | Nie zakwalifikowała się   |
| 2014 | Nie zakwalifikowała się | Nie zakwalifikowała się   |
| 2018 | Awans | Faza grupowa              |
| 2022 | Nie zakwalifikowała się | Nie zakwalifikowała się   |

## Szkoleniowcy
- 1988–1990 –  Mahmoud El-Gohary
- 1990–1991 –  Dietrich Weise
- 1991–1993 –  Mahmoud El-Gohary
- 1993–1993 –  Mohammed Sadiq (tymczasowo)
- 1993–1994 –  Mircea Radulescu
- 1994–1994 –  Taha Ismail (tymczasowo)
- 1994–1995 –  Nol de Ruiter
- 1995–1995 –  Mohsen Saleh (tymczasowo)
- 1995–1996 –  Ruud Krol
- 1996–1997 –  Farouk Gafar
- 1997–1999 –  Mahmoud El-Gohary
- 1999–1999 –  Anwar Salama (tymczasowo)
- 1999–2000 –  Gérard Gili
- 2000–2000 –  Mahmoud El-Gohary
- 2000–2003 –  Mohsen Saleh
- 2003–2004 –  Marco Tardelli
- 2004–2011 –  Hassan Shehata
- 2011–2013 –  Bob Bradley
- 2013–2014 –  Shawky Gharib
- 2015–2018 –  Héctor Cúper
- 2018–2019 –  Javier Aguirre
- 2019–2021 –  Hossam El Badry
- 2021–2022 –  Carlos Queiroz